# Koksan
M-1978 Koksan je 170 mm samohodno topništvo sjevernokorejske proizvodnje. O samom oružju postoji malo informacija zbog tajnovitosti rukovodstva DNR Koreje. Njegovi tehnički podaci se pretpostavljaju a sam Koksan je prvi puta predstavljen javnosti 1985. godine tijekom vojne parade.

## Razvoj
Unatoč oskudnim informacijama o Koksanu, Jane's (izdavačka kuća specijalizirana za oružje) izvještava da je sjevernokorejska samohodna haubica temeljena na šasiji kineskog tenka Type 59. Porijeklo 170 mm topa je nepoznato ali se pretpostavlja da ga je koristila sovjetska obalna straža ili mornarica. Nedostatak Koksana je što ne prenosi dodatno streljivo nego ga je potrebno posebno transportirati. Zbog toga može ispaliti svega jednu do dvije granate u pet minuta.
Kasnije je razvijena nadograđena inačica M-1989 te je proizvedeno 36 samohodnih haubica. Za razliku od prethodnika, M-1989 može prenositi do 12 granata. Same haubice su podijeljene u baterije i raspoređene duž demilitarizirane zone s Južnom Korejom. Tamo su prekrivene pijeskom i zemljom kako ne bi bile vidljive.
Jedina poznata borbena uporaba Koksana je tijekom Iransko-iračkog rata gdje su ga iranske snage uspješno koristile protiv iračkih baterija.

## Korisnici
- Sjeverna Koreja
- Iran: zemlji su samohodne haubice dostavljene 1987. godine.

## Vanjske poveznice
- Global Security.org - M-1978 / M1989 (KOKSAN) 170mm self propelled (SP) gun
- Military Today.com - M1978 Koksan  Arhivirana inačica izvorne stranice od 10. listopada 2014. (Wayback Machine)
- Military Factory.com - M1978 (Koksan) Self-Propelled Gun